# Djimba Mikoulinov
 (septembre 2016).
Si vous disposez d'ouvrages ou d'articles de référence ou si vous connaissez des sites web de qualité traitant du thème abordé ici, merci de compléter l'article en donnant les références utiles à sa vérifiabilité et en les liant à la section « Notes et références ».
 (septembre 2016).
Djimba Mikoulinov (en russe : Джимба Микулинов) est un lama bouddhiste d'origine kalmouke ayant vécu au XIXe siècle, probablement né dans l'aimag d'Iki-Burul dans le district de Salsk de l'oblast de l'armée du Don, dans l'actuel Donbass. Connu comme un lama controversé, il n'a servi que durant deux ans, entre 1894 et 1896. Ses dates de naissance et de décès sont inconnues.

## Biographie
Avant sa prise de fonctions, Djimba Mikoulinov est le Baksha[Quoi ?] de l'aimag d'Iki-Burul. En 1894, il est choisi pour succéder à Arkad Tchoubanov en tant que lama du Don Kalmouks. Deux ans après sa désignation, une controverse éclate lorsque son secrétaire et l'ataman de l'aimag d'Iki-Burul sont accusés par les autorités locales des Cosaques du Don d'avoir falsifié la volonté de son prédécesseur, qui n'aurait jamais eu l'intention de le désigner comme le prochain lama, ce qui remet en cause sa légitimité.
Jugée par un tribunal russe, l'affaire se conclut par la libération de Djimba Mikoulinov et de ses co-accusés mais met fin à sa carrière de lama des Kalmouks du Don. Les autorités du Don cosaque et les missionnaires orthodoxes russes, ayant tenté à plusieurs reprises de fermer les khuruls Don kalmouk depuis le règne d'Arkad Tchoubanov, sont soupçonnés d'avoir instigué la controverse dans objectif d'éliminer l'institution de lama du Don Kalmouks. 
Après son retrait, Djimba Mikoulinov n'est pas officiellement remplacé à son poste avant la nomination de Mönke Bormanjinov en 1903. Pendant les années qui suivent, les Don Kalmouks sont menés par l'Baksha du aimak Ike Burul, Boka Kuliushov qui a agi comme le lama.